# Kačanická pevnost

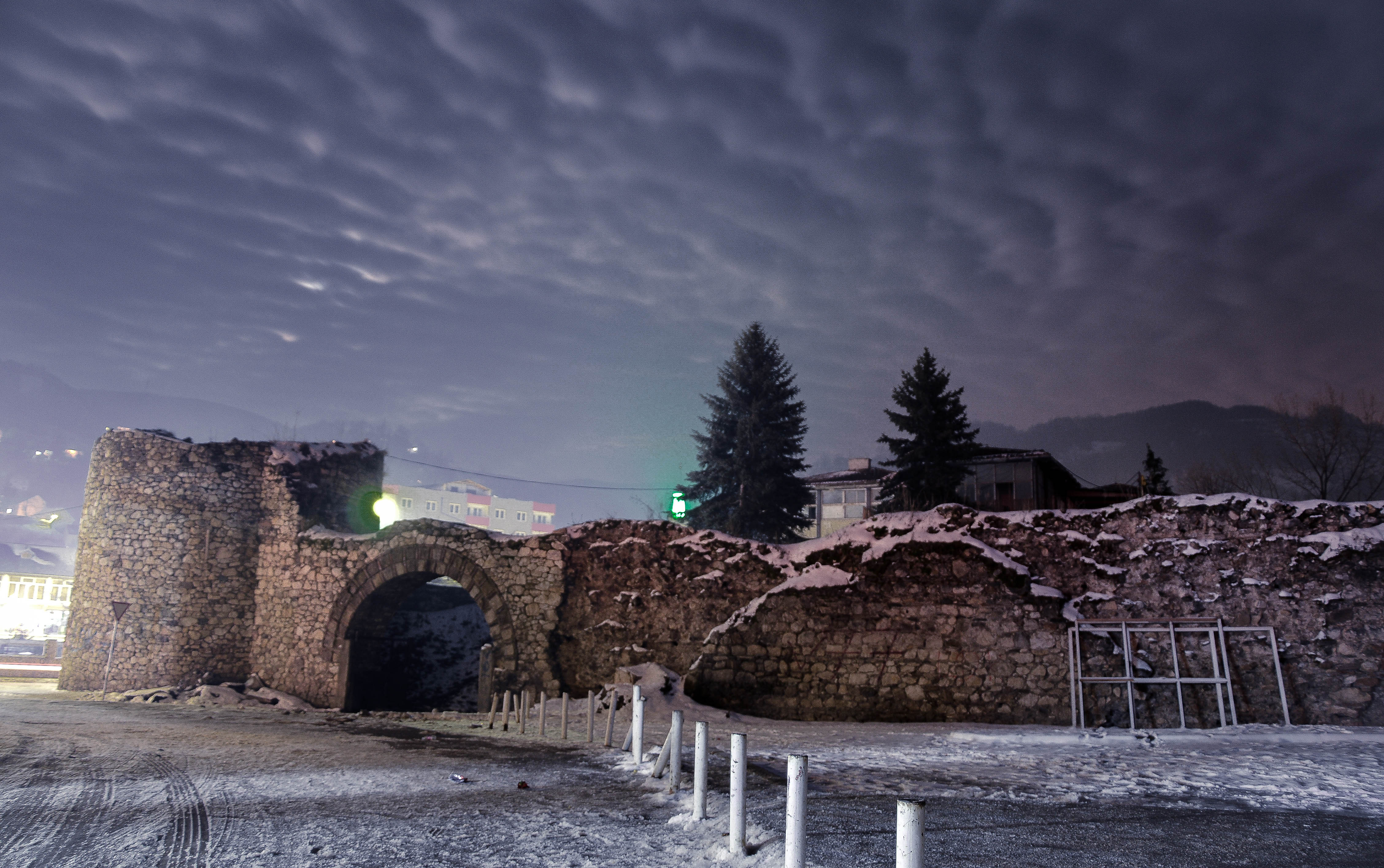
Kačanická pevnost

Kačanická pevnost (albánsky Kalaja e Kaçanikut, srbsky Качанички Град/Kačanički Grad) se nachází ve městě Kačanik na jihu Kosova. V samotném městě je umístěna na soutoku říček Lepenac a Nerodimka, blízko místního autobusového nádraží. Jedná se o pevnost vybudovanou Osmanskou říší v 14. století a přestavěnou ve století šestnáctém. Do dnešní doby se jí dochovala jen část.
Cílem vybudování pevnosti byla ochrana Kačanické soutěsky na trase ze Skopje do Uroševace před ozbrojenci (hajduk)y, kteří napadali obchodní karavany na území Osmanské říše.[zdroj?] Pevnost byla budována v letech 1586 – 1590.
Pevnost, která má půdorys nepravidelného mnohohelníku, zabírá malou vyvýšeninu nad ústím obou řek. Hlavní brána do dnešního pozůstatku pevnosti se nacházela vedle jihovýchodní zdi, odkud cesta pokračovala mostem přes řeku Nerodimku do samotného města. Severní brána a severní cesta do pevnosti existují dodnes. V současné době je nejlépe dochována severní zeď pevnosti s věží kruhového půdorysu. Vzhledem k tomu, že místní obyvatelstvo používalo kámen z pevnosti na výstavbu vlastních domů, se nakonec dochovaly především vnitřní stěny areálu.
Objekt je památkově chráněn od roku 1967. V samotném areálu pevnosti vznikl na přelomu 60. a 70. let 20. století moderní hotel, který narušil původní vzhled pevnosti.